# Ministry
Ministry je americká industrialmetalová kapela. Byla založena v roce 1981 jejím jediným stálým členem Alem Jourgensenem. Jejich vystoupení, které proběhlo 19. července 2008 mělo být jejich posledním. Nicméně 7. srpna 2011 byl ohlášen reunion Ministry a skupina po 4 letech vystoupila na festivalu Wacken Open Air v srpnu 2012, dále pak na festivalu Brutal Assault v Jaroměři. V březnu roku 2012 vydali nové album s názvem Relapse. Další album nazvané From Beer to Eternity následovalo v září 2013.

## Historie
Kapela vznikla v Chicagu ve státě Illinois v USA. Kapelu založili zpěvák a klávesista Al Jourgensen a bubeník Stephen George. V roce 1983 vydali své první LP With Sympathy. LP bylo vydáno u Arista Records a prodávalo se velmi špatně. Hodně podobné to bylo i s následujícím albem Twitch, které bylo vydáno v roce 1986. Po vydání tohoto alba udělal Jourgensen zásadní věc pro další vývoj kapely, poprvé vzal do rukou a naučil se hrát na elektrickou kytaru. Kapele se nedařilo prorazit mezi elitu a nebyla příliš úspěšná až do počátku 90. let.
V roce 1991 kapela konečně prorazila, a to díky jediné písni. Touto písní se stal singl Jesus Built My Hotrod, video k této písni bylo hitem na televizní stanici MTV. O rok později vydali album, které je ze všech alb Ministry nejtvrdší a nejdrsnější, Psalm 69.

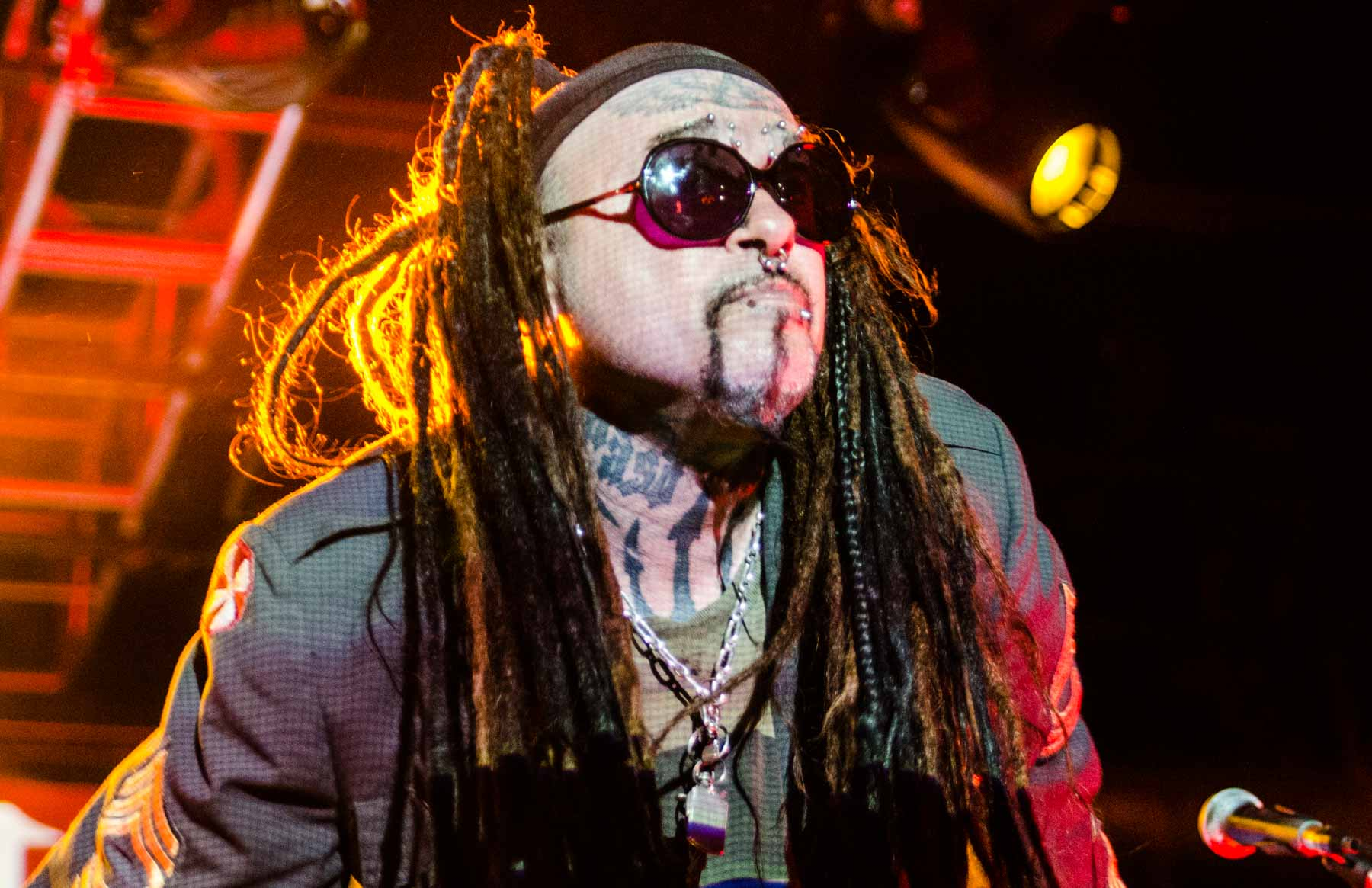
Al Jourgensen

Po vydání alba se kapela na dlouhou dobu odmlčela, své další album vydala až v roce 1996. Album dostalo název Filth Pig. Většina písní na tomto albu je hrána pomalejším tempem, než je na ostatních albech kapely zvykem. V roce 1999 kapela vydala LP The Dark Side of the Spoon. Z tohoto alba vzešel singl Bad Blood, který se objevil na soundtracku k filmu Matrix a byl nominován na cenu Grammy. Další album si kapela připravila až na rok 2003, kdy vyšlo album Animositisomina. Hudba na tomto albu připomíná typický heavy metal, nalézají se zde zajímavé hlasové efekty. V roce 2004 vyšlo LP nazvané Houses of the Molé. V roce 2005 vydala skupina album remixů nazvané Rantology.
Na konci roku 2012 na koncertu v americkém Texasu na oslavu padesáti let zpěváka spřátelené skupiny Rigor Mortis Bruce Corbitta došlo k tragické události, kdy kytarista Mike Scaccia zemřel po srdeční příhodě. Ani okamžitá pomoc ho nezachránila.

## Diskografie

### Studiová alba
- With Sympathy (1983)
- Twitch (1986)
- The Land of Rape and Honey (1988)
- The Mind Is a Terrible Thing to Taste (1989)
- Psalm 69 (1992)
- Filth Pig (1996)
- Dark Side of the Spoon (1999)
- Animositisomina (2003)
- Houses of the Molé (2004)
- Rio Grande Blood (2006)
- The Last Sucker (2007)
- Cover Up (2008)
- Relapse (2012)
- From Beer to Eternity (2013)
- AmeriKKKant (2018)
- Moral hygiene (2021)
- Hopiumforthemasses (2024)

### Remixová alba a kompilace
- Twelve Inch Singles (1985)
- Greatest Fits (2001)
- Early Trax (2004)
- Side Trax (2004)
- Rantology (2005)

## Členové

### Současní členové
- Al Jourgensen – zpěv, kytara, baskytara, klávesy, další různé nástroje (1981–2008, 2011–dosud)
- Sin Quirin – kytara, baskytara (2007–2008, 2011–dosud)
- John Bechdel – klávesy (2006–2008, 2011–dosud)
- Aaron Rossi – bicí (2007–2008, 2011–dosud)
- Casey Orr – baskytara, klávesy (2011–dosud)

### Dřívější členové
- Mike Scaccia – kytara, baskytara (1989–1995, 2003–2006, 2011–2012)
- John Davis – klávesy (1981–1982)
- Stephen George – bicí (1981–1985)
- Robert Roberts – klávesy (1981–1984)
- Marty Sorenson – baskytara (1981–1982)
- Shay Jones – zpěv (1982–1983)
- Brad Hallen – baskytara (1983–1985)
- Paul Barker – baskytara, klávesy, programování, zpěv (1986-2003)
- Bill Rieflin – drums, klávesy, programování, kytara (1986-1995)
- Chris Connelly – zpěv, klávesy & různá skladatelská činnost (1987–1993)
- Nivek Ogre – zpěv, kytara, klávesy (1988–1990)
- Howie Beno – programování, editece (1990–1993)
- Michael Balch – klávesy, perkuse (1991–1992)
- Louis Svitek – kytara (1992–1999, 2003)
- Duane Buford – klávesy (1995–1999)
- Zlatko Hukic – elektronika, kytara (1995–1999)
- Rey Washam – bicí, perkuse, programování (1995–1999, 2003)
- Max Brody – bicí, perkuse, programování, saxofon (1999–2004)
- Mark Baker – bicí (2004–2005)
- John Monte – baskytara (2004)
- Paul Raven – baskytara, klávesy, kytara, bicí (2005–2007)
- Tony Campos – baskytara (2007–2008, 2011–2010)